# Neil Sullivan
Neil Sullivan (Sutton, 24 februari 1970) is een in Engeland geboren Schots voormalig doelman in het betaald voetbal. Hij was eerste doelman bij Wimbledon, Tottenham Hotspur en Leeds United. Sullivan speelde 28 interlands in het Schots voetbalelftal en nam met Schotland deel aan het WK 1998 in Frankrijk.

## Clubcarrière

### Wimbledon
Sullivan werd geboren in Sutton (Essex). De doelman begon zijn carrière in 1988 bij het voormalige Wimbledon, waar hij doorstroomde uit de jeugd. Hij moest er meteen de naar Newcastle United vertrokken clublegende Dave Beasant vervangen. Beasant en de club hadden in 1988 de FA Cup gewonnen tegen Liverpool.
Sullivan stelde niet teleur, maar was geen vaste waarde (titularis). Hij werd even verhuurd aan Crystal Palace in 1992, maar speelde regelmatig toen de club in de Premier League uitkwam. Hij werd ook lange tijd gebruikt als back-up voor de Nederlander Hans Segers als die geblesseerd was. In 2000 degradeerde men naar de First Division (tegenwoordig de Championship). De op dat moment 30-jarige doelman vertrok om op een hoog niveau te kunnen blijven spelen.

### Tottenham Hotspur
Tottenham Hotspur nam hem over van Wimbledon. Sullivan werd eerste doelman van (toenmalig middenmoter) Spurs en speelde meer dan 80 officiële wedstrijden voor de club. Hij verloor de finale van de League Cup tegen Blackburn Rovers in 2002. Sullivan stond daarbij onder de lat voor Tottenham Hotspur.

### Chelsea
In augustus 2003 verkaste hij naar Chelsea, waar hij voor het eerst sinds zijn vroege periode met Wimbledon nog eens reservedoelman was. Carlo Cudicini was namelijk de eerste doelman met dienst. Hij mocht slechts spelen indien Carlo Cudicini eens rust gegund werd of geblesseerd was. Sullivan speelde vier competitiewedstrijden.

### Leeds United
Na slechts één seizoen verliet hij Stamford Bridge en tekende een contract bij Championship-club Leeds United. Sullivan werd gehaald als vervanger voor Paul Robinson, die naar Tottenham was vertrokken. Met deze handtekening zat zijn carrière op het hoogste niveau er echter volledig op want Leeds United promoveerde in zijn tijd niet naar de Premier League. Hij was eerste doelman tot concurrent Casper Ankergren hem uit het elftal speelde.

### Doncaster Rovers
In 2007 verruilde hij Leeds United voor Doncaster Rovers, dat hem gedurende het voorgaande seizoen al huurde. Sullivan keepte nog ruim 200 competitiewedstrijden in de loondienst van Doncaster Rovers.

### Terugkeer naar AFC Wimbledon
Vanaf november 2012 werd hij door Doncaster Rovers uitgeleend aan AFC Wimbledon, de nieuw opgerichte club die dezelfde naam draagt van zijn oude en niet meer bestaande club Wimbledon FC. Sullivan beëindigde zijn loopbaan in 2013, op 43-jarige leeftijd, en werd jeugdtrainer bij Leeds.

## Erelijst
Doncaster Rovers FC
- Football League Trophy

2007
- Football League One

2013